# 小行星9176
小行星9176（英語：9176 Struchkova）是一颗围绕太阳公转的小行星。1990年11月15日，柳德米拉·切爾尼赫在纳昂切尼奇发现了此天体。
这颗小行星的绝对星等为230.06907等。